# Cymothoe vosiana
Cymothoe vosiana är en fjärilsart som beskrevs av Frans G.Overlaet 1942. Cymothoe vosiana ingår i släktet Cymothoe och familjen praktfjärilar. Inga underarter finns listade i Catalogue of Life.